# شنحط (ذي السفال)

تعديل مصدري - تعديل

شنحط محلة تابعة لقرية الثومان، التابعة لعزلة ريده ورياد بمديرية ذي السفال إحدى مديريات محافظة إب في الجمهورية اليمنية، بلغ تعداد سكانها 76 حسب تعداد اليمن لعام 2004.